# Polifoniczność
Polifoniczność – w literaturze utwór „wielogłosowy”, w którym każda postać lub idea jest samodzielna i równouprawniona. Źródłem nazwy utwór polifoniczny jest muzyka. Przykłady powieści polifonicznych: Zbrodnia i kara F. Dostojewski, Na wysokiej połoninie S. Vincenz, Wojna końca świata Mario Vargasa Llosy. Wśród pisarzy współczesnych polifoniczną literaturę tworzy m.in. Michael Cunningham.